# Maulprofil
Das Maulprofil ist ein besonders geformter Rohrquerschnitt, der die Form eines Fischmauls nachbildet.
Kanalprofile, bei denen neben Maul- auch Ei-, Kreis- und Rechteckprofile üblich sind, werden in der DIN 4263 beschrieben.
Das Maulprofil ermöglicht große Volumenströme bei einer geringen Bauhöhe. Die Form wirkt sich statisch besonders günstig aus, weil sie näherungsweise dem Verlauf der Stützlinie folgt. Nachteilig ist die schlechte hydraulische Leistung bei Teilfüllungen. Die Breite der Fließsohle ist zudem eine Grundlage für natürliche Gestaltungen von Überführungen von Fließgewässern.

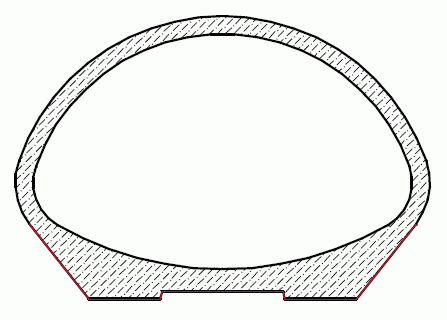
Zeichnung
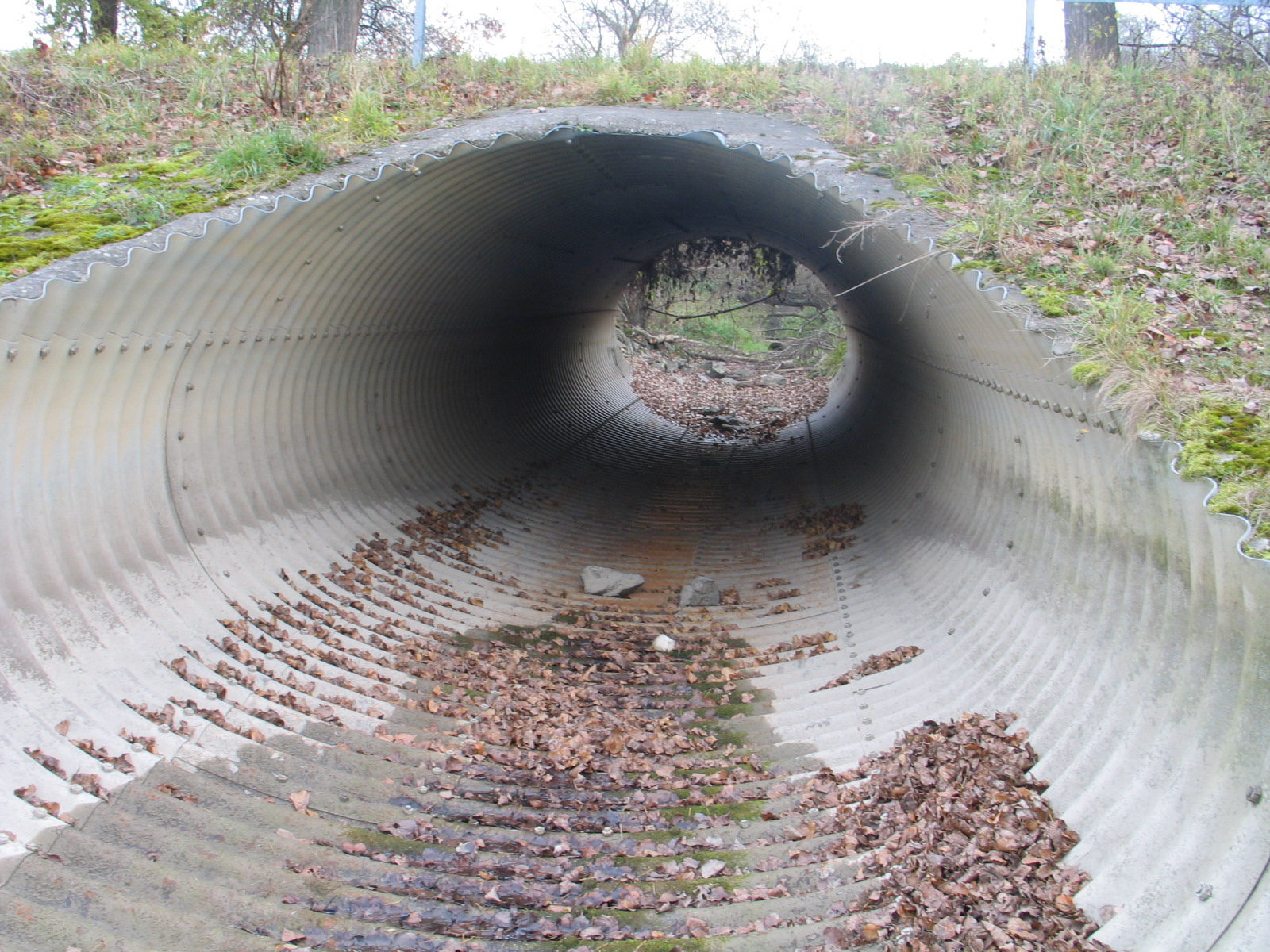
Rohrdurchlass aus Wellstahl
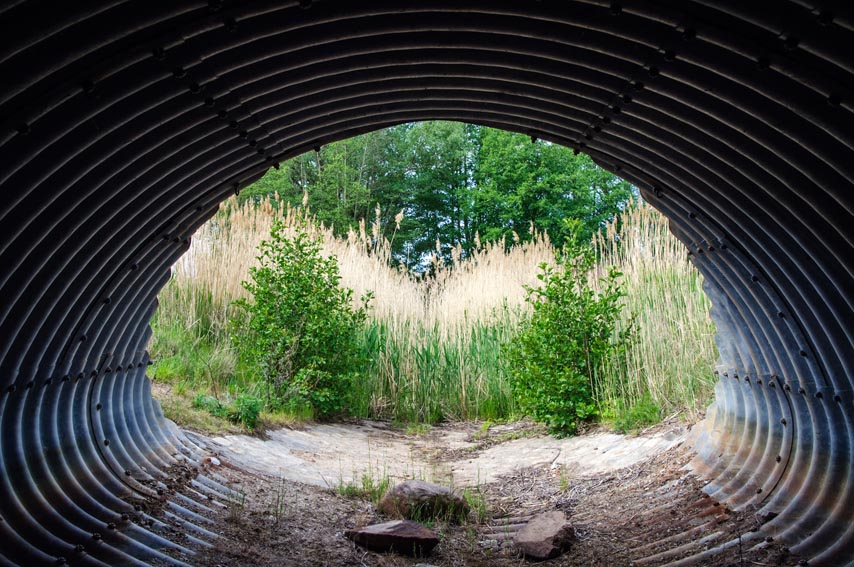
Rohrdurchlass von innen
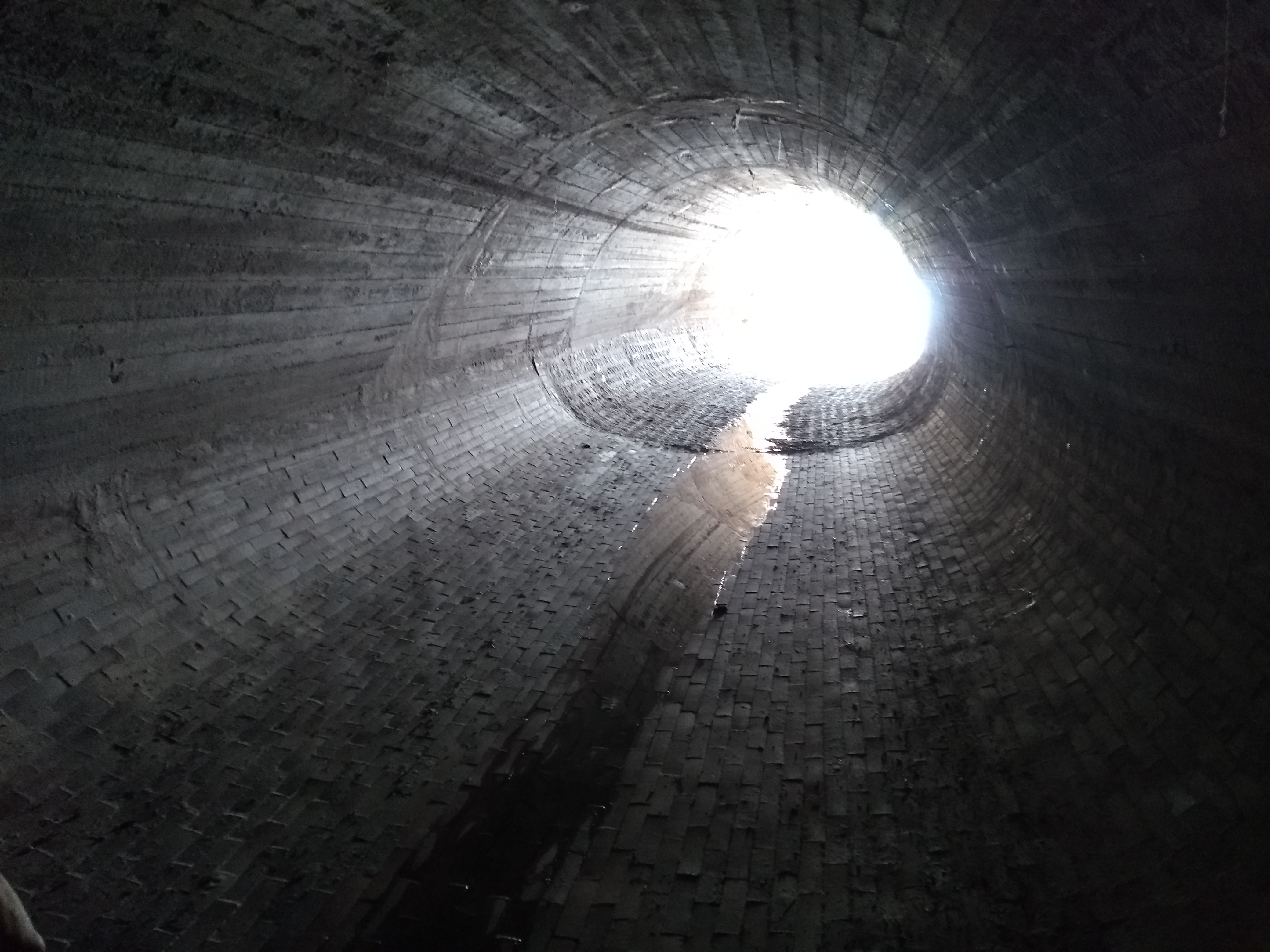
Kanalisation in Budapest